# Nizariti

Calligramma ismailita col nome di ʿAlī, a forma di leone, adottato come simbolo dai nizariti

I Nizariti sono la principale setta degli ismailiti, una corrente dell'islam sciita, seguaci dell'Aga Khan, conosciuti in passato anche come Setta degli Assassini oppure semplicemente Assassini, particolarmente attivi tra l'XI ed il XIV secolo in Vicino Oriente come seguaci di Hasan.
L'inizio della loro attività si ebbe in Persia e in Siria a partire dall'XI secolo, in seguito ad un'importante scissione della corrente ismailita e proseguita in modo più organizzato nel 1094 grazie a Ḥasan-i Ṣabbāḥ, detto "il Vecchio della Montagna" (o anche "Veglio della Montagna", in realtà "capo della Montagna", dalla confusione del significato dell'arabo shaykh, che vuol dire sia "vecchio" sia "capo"), la cui roccaforte fu Alamūt, nel nord della Persia, fra Teheran e il mar Caspio. Alla fine del Medioevo questa setta scomparve, praticamente sommersa dal ramo principale dell'Ismailismo.
Tra le caratteristiche più note del movimento si ricorda la completa e assoluta sottomissione dei seguaci al loro capo carismatico. Il loro principio fondamentale della sottomissione all'autorità rivelata spiega la devozione che essi nutrivano verso i loro maestri, ritenuti figure a metà strada tra il semi-divino e semi-umano.

## Etimologia
Il termine assassini si fa derivare dal sostantivo arabo al-Hashīshiyyūn, "coloro che sono dediti all'hashish" anche se alcune teorie spiegano che il termine derivi in realtà da heyssessini che significherebbe "seguaci di Hasan", oppure da 'asan (guardia). La parola italiana "assassino" deriverebbe dalla pratica in uso di questa setta di ricorrere, per l'affermazione della loro politica, a omicidi politici mirati (specialmente contro i sunniti, selgiuchidi e ayyubidi).

## Gli inizi con Ḥasan b. al-Ṣabbāḥ
All'inizio i membri poi definiti "Nizariti" erano gli adepti dell'Ismailismo in Iran, cioè una setta sciita minoritaria in un paese allora sunnita. Sotto la guida del loro capo carismatico, Ḥasan-i Ṣabbāḥ, gli ismailiti nel 1090 presero il controllo del forte di Alamūt ed estesero la propria influenza fino alla Siria.
Gli adepti erano inquadrati nei vari gradi della setta, da novizio a Gran Maestro, secondo il livello di istruzione, di affidabilità e di coraggio, seguendo un piano intensivo di indottrinamento e addestramento fisico.
Ḥasan terrorizzava i nemici con omicidi individuali: membri della setta erano inviati, singolarmente o a piccoli gruppi, con la missione di uccidere una persona importante. Le esecuzioni, per impressionare di più, erano condotte in pubblico, nelle moschee, preferibilmente il venerdì, giorno sacro dell'Islam. Di solito gli Assassini (fidāʾī) erano uccisi sul fatto. La serenità con cui si lasciavano massacrare fece pensare ai contemporanei che fossero drogati con hashish, donde l'appellativo di hashīshiyyūn o hashashīn (= mangiatori d'erba, cioè di hashish).
Nel 1094, alla morte dell'Imām fatimida del Cairo, al-Mustanṣir bi-llāh, si aprì una guerra civile tra i due figli Nizār e al-Mustaʿlī per la successione. Ḥasan si schierò con il fatimide Nizār, ma i partigiani di quest'ultimo furono sconfitti in Egitto: fu la rottura tra gli ismailiti di Alamūt e tutti gli altri (da qui il termine Nizariti, da Nizāriyya). Sotto il severo governo di Ḥasan comunque i Nizariti prosperarono.
I turchi selgiuchidi, che regnavano sull'Iran, l'Iraq e parte della Siria (all'epoca in gran parte sunniti), costituivano tuttavia una minaccia costante. Essi intrapresero diverse campagne militari contro i Nizariti, ma senza grandi successi. Per reazione Ḥasan aprì la campagna di esecuzioni mirate contro capi politici e militari. Una delle prime vittime fu il visir dei sultani selgiuchidi Niẓām al-Mulk, nel 1092.
Circa un secolo dopo, durante la terza crociata, membri della setta degli Assassini cercarono di assassinare anche Saladino, all'assedio di Aleppo (22 maggio 1176).
Ḥasan-i Ṣabbāḥ morì ad Alamūt nel 1124. Gli succedette il suo luogotenente Kiya Buzurg-Ummid (Grande speranza) e poi il figlio di quest'ultimo, Muḥammad I, nel 1138. La lotta contro i Selgiuchidi proseguì in modo intermittente, con altri omicidi, tra cui quello del califfo abbaside al-Mustarshid nel 1135, e poco dopo di suo figlio al-Rashid nel 1136.

## La "Grande risurrezione"
Nel 1162 Hasan II succedette a suo padre Muḥammad I e rivoluzionò totalmente le idee religiose dei Nizariti. Durante il Ramadan del 1164 annunciò, nel nome dell'Imam nascosto, la Resurrezione (qiyāma) e abrogò la Legge islamica, particolarmente per quanto riguardava il divieto di bere vino e per l'obbligo di osservare il digiuno. Il suo regno fu breve: fu assassinato 18 mesi dopo da un oppositore della nuova dottrina.
Suo figlio Muḥammad II consolidò la nuova fede, giungendo a proclamarsi discendente diretto di Nizār, cosa che avrebbe fatto di lui un Imām.

## Gli Imam nizariti dall'XI al XIII secolo
| anni di regno | Imam                           | Regioni        |
| ------------- | ------------------------------ | -------------- |
| 1094 - 1100   | Ḥasan-i Ṣabbāḥ                 | Persia         |
| 1100 - 1124   | Ḥasan-i Ṣabbāḥ                 | Persia e Siria |
| 1124 - 1138   | Khoja Buzurg-ummīd I Roudbar   | Persia e Siria |
| 1138 - 1162   | Muhammad I                     | Persia e Siria |
| 1162 - 1166   | al-Khand Hasan II              | Persia e Siria |
| 1166 - 1210   | Muḥammad II                    | Persia e Siria |
| 1210 - 1221   | Jalal al-Din Hasan III         | Persia e Siria |
| 1221 - 1255   | 'Ala' al-Din Muhammad III      | Persia e Siria |
| 1255 - 1256   | Khur-Shāh Rukn al-Dīn Gur Shah | Persia e Siria |
| 1256 - 1273   | al-Kahf                        | Siria          |

## Il declino
In Iran, dopo il regno dell'instabile e violento imām Muhammad III fino al 1255, suo figlio Khur-Shāh si trovò a fronteggiare un nemico temibile: l'armata mongola guidata da Hulagu Khan, nipote di Gengis Khan, lanciata alla conquista del Vicino e Medio Oriente.
Nonostante diversi infruttuosi tentativi di assassinio, le truppe di Hulagu assediarono il castello dove Khur-Shāh si era rifugiato ed egli finì per arrendersi, morendo lungo la via per la Mongolia. Malgrado una sporadica resistenza gli altri castelli caddero o deposero le armi. Alamūt fu raso al suolo e la sua preziosa biblioteca andò distrutta. Molti nizariti furono massacrati, compresa tutta la famiglia dell'Imām, tranne un figlio di Khur-Shāh che si riuscì a portare al sicuro per garantire la successione dell'Imām.

## I discendenti
Poco si sa della storia dei Nizariti nel periodo che seguì le distruzioni e i massacri mongoli.
Ciò che restava della comunità si disperse in gruppi isolati e tentò di sopravvivere quasi mimetizzandosi, sotto la costante minaccia di persecuzione da parte dei musulmani ortodossi.
Nel XV secolo il movimento conobbe una certa ripresa, insediandosi ad Anjudan, nell'Iran centrale. Da qui missionari furono inviati in India ed in Asia centrale. I nuovi convertiti indiani presero il nome di Khoja.
Negli anni trenta del XIX secolo Ḥasan ʿAlī Shāh, Imām discendente della lunga successione di Imām ismailiti e nizariti, ricevette il titolo di Aga Khan dallo Scià d'Iran. Costretto a lasciare l'Iran per ragioni politiche, Ḥasan ʿAlī si installò in India. I Khoja dell'India furono così costretti dall'Impero anglo-indiano a riconoscerlo come loro Imām, cosa che essi fecero fino all'indipendenza.
Tra le guide dei nizariti vi è stato il principe Karim Aga Khan IV (1936-2025) a cui è successo il figlio Rashim.

## Simboli

La moderna bandiera Nizārī Ismā'īlī. I Nizariti del periodo di Alamut usavano una bandiera verde, e successivamente una rossa.